# سیارک ۲۶۷۳۷
سیارک ۲۶۷۳۷ (به انگلیسی: 26737 Adambradley، نامگذاری:2001HQ28)۲۶۷۳۷مین سیارک کشف شده‌است که در ۲۷ آوریل ۲۰۰۱ کشف شد.